# Gustaf af Wetterstedt (militär)
Carl Gustaf af Wetterstedt, född den 20 februari 1868 i Stockholm, död där den 9 mars 1956, var en svensk friherre och militär.
af Wetterstedt blev underlöjtnant vid Svea artilleriregemente 1889, löjtnant vid Andra Svea artilleriregemente 1894, kapten där 1900 och vid Positionsartilleriregementet 1903. Han var lärare vid Krigshögskolan 1902–1911. af Wetterstedt befordrades till major vid sistnämnda regemente 1911 och till överstelöjtnant där 1916. Han var chef för Fästnings- och positionsartilleriets skjutskola 1916–1918 och lärare vid Artilleriets skjutskola 1918–1920. af Wetterstedt blev tillförordnad chef för Positionsartilleriregementet 1919, befordrades till överste samma år och blev ordinarie chef där 1920. Han beviljades avsked med pension 1928. af Wetterstedt var militär ledamot av Krigshovrätten 1928–1936. Han var utgivare av Artilleritidskrift 1904–1920. af Wetterstedt invaldes som ledamot av Krigsvetenskapsakademiens andra klass 1906 och av dess första klass 1931. Han blev riddare av Svärdsorden 1910 och av Nordstjärneorden 1918 samt kommendör av andra klass av Svärdsorden 1922 och kommendör av första klassen 1926. af Wetterstedt blev friherre 1917 vid sin kusins, Wilhelm af Wetterstedts, död. Han vilar på Norra begravningsplatsen utanför Stockholm.